# 相家漾
相家漾是一个位于中国浙江省嘉兴县的湖泊，面积约为1.2平方千米，平均水深约为2米。